# Queen of Sidney
Die Queen of Sidney war ein Fährschiff der kanadischen Reederei BC Ferries, das 1960 als Sidney in Dienst gestellt wurde und bis 2000 auf der Strecke von Swartz Bay und Tsawwassen im Einsatz stand. Seit 2002 lag das Schiff in verwahrlosten Zustand am Fraser River in der Nähe von Mission. Am 3. Mai 2025 zerstörte ein Feuer die Queen of Sidney.

## Geschichte

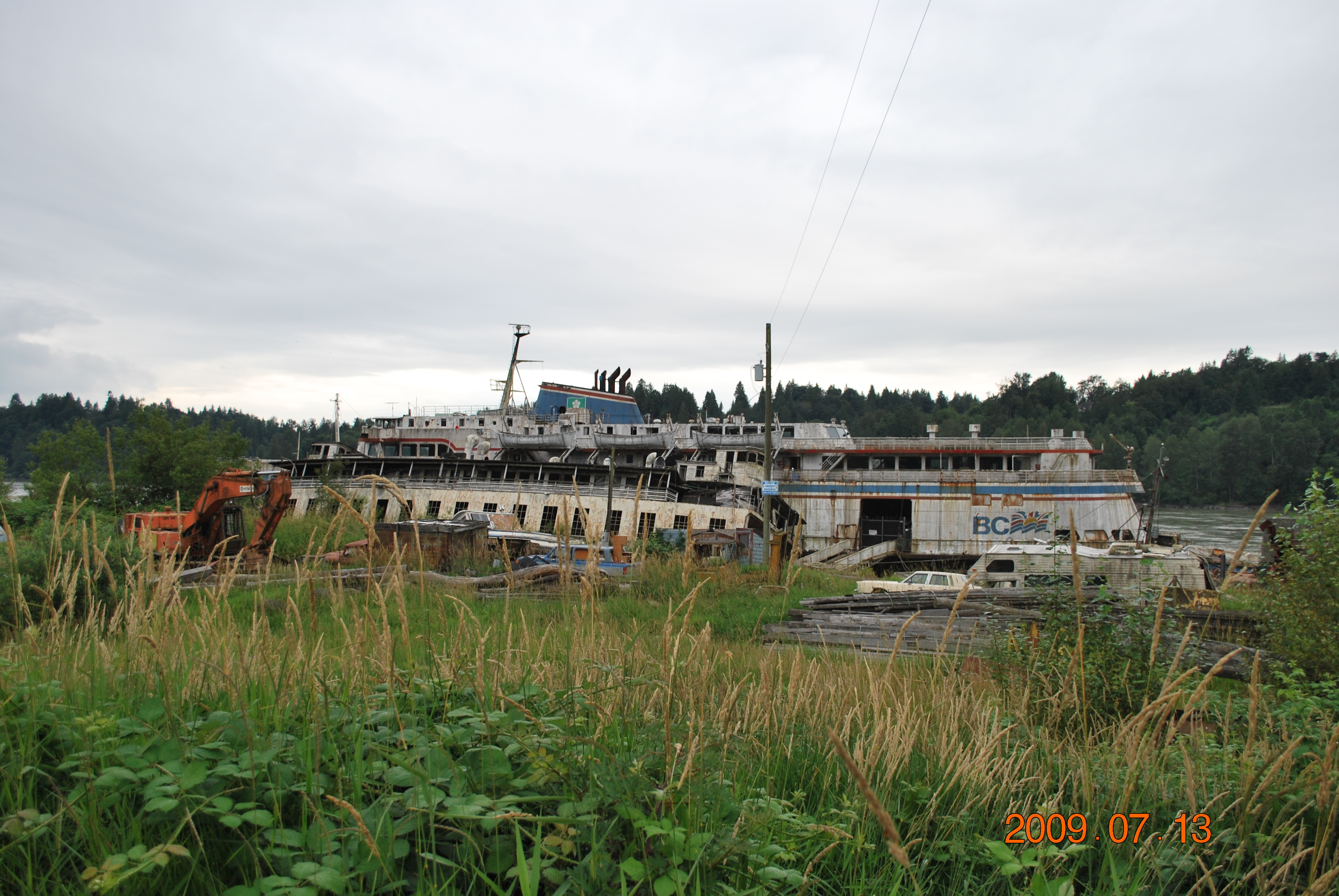
Die Queen of Sidney am Fraser River, September 2009. Im Vordergrund ist das Wrack der San Mateo sichtbar

Die Sidney wurde unter der Baunummer 85 im Victoria Machinery Depot in Victoria gebaut und im Mai 1960 fertiggestellt. Am 15. Juni 1960 absolvierte das Schiff seine Jungfernfahrt und wurde fortan auf der Strecke von Swartz Bay nach Tsawwassen eingesetzt. 1963 wurde es in Queen of Sidney umbenannt.
Die Queen of Sidney blieb vierzig Jahre lang im Dienst für BC Ferries, ehe sie im November 2000 ausgemustert wurde. Nach zwei Jahren Aufliegezeit ging das Schiff 2002 an die Rainy River Cedar Company, die es nach Mission bringen und dort am Fraser River weiter aufliegen ließ. Die Queen of Sidney befindet sich dort zusammen mit sechs weiteren, kleineren Schiffen, die bereits zum Teil gesunken sind. Unter ihnen befindet sich die hölzerne, 1922 in Dienst gestellte Fähre San Mateo, die halb gesunken und teilweise verfallen direkt neben der Queen of Sidney liegt. Der Schiffsfriedhof in der Zwischenzeit ein Ziel für Fotografen und Touristen geworden. Die Zukunft der Queen of Sidney blieb unklar. 2007 wurde der geplante Abbruch des Schiffes vermeldet, jedoch nicht vollzogen. Auch weitere Pläne zur Entfernung oder Renovierung der Fähre blieben unverwirklicht.
Die verlassene Queen of Sidney war mehrfach Drehort für Filme und Fernsehserien. So entstanden auf oder beim Schiff Szenen für den Horrorfilm Sea Beast – Das Ungeheuer aus der Tiefe, den Actionfilm The Marine 3: Homefront sowie einzelne Episoden von Supernatural und Akte X – Die unheimlichen Fälle des FBI.
In den frühen Morgenstunden des 3. Mai 2025 brach an Bord der verlassenen Queen of Sidney ein Feuer aus, das sich auf das gesamte Schiff ausbreitete. Die Fähre brannte hierbei vollständig aus. Die Brandursache blieb zunächst unklar.